# Ghimpețeni (gmina)
Ghimpețeni – gmina w Rumunii, w okręgu Aluta. Obejmuje miejscowości Ghimpețeni i Ghimpețenii Noi. W 2011 roku liczyła 1530 mieszkańców.